# ألفرد هوفمان
ألفرد هوفمان (بالألمانية: Alfred Hoffmann)‏ هو حارس مرمى ‏ ألماني، (و. 1914 – 1983 م).

## وصلات خارجية
- ألفرد هوفمان على موقع EliteProspects.com (الإنجليزية)
- ألفرد هوفمان على موقع أوليمبيديا (الإنجليزية)